# Montividiu do Norte
Montividiu do Norte este un oraș în Goiás (GO), Brazilia.